# Commonwealth Games 2022/Teilnehmer (Namibia)
| Gelbes Symbol für Goldmedaillen mit stilisierten Olympischen Ringen | Graues Symbol für Silbermedaillen mit stilisierten Olympischen Ringen | Braundes Symbol für Bronzemedaillen mit stilisierten Olympischen Ringen |
| ------------------------------------------------------------------- | --------------------------------------------------------------------- | ----------------------------------------------------------------------- |
| —                                                                   | —                                                                     | 4                                                                       |

Namibia nimmt den Commonwealth Games 2022, zum insgesamt achten Mal, teil. Es wurden 33 aktive Sportler und ein Blindenführer gemeldet. Mit dabei sind die Goldmedaillengewinnern im Marathon von 2018, Helalia Johannes und die Olympia-Silbermedaillengewinnerin Christine Mboma. Fahnenträger bei der Eröffnungsfeier waren Christine Mboma und Ananias Shikongo.

## Medaillen

### Medaillenspiegel
| Rang   | Sportart       | Gold | Silber | Bronze | Gesamt |
| ------ | -------------- | ---- | ------ | ------ | ------ |
| 1      | Leichtathletik | –    | –      | 3      | 3      |
| 2      | Radsport       | –    | –      | 1      | 1      |
| Gesamt | Gesamt         | –    | –      | 4      | 4      |

### Medaillengewinner
| Name/n           | Sportart       | Wettkampf    |
| ---------------- | -------------- | ------------ |
| Bronze           |                |              |
| Helalia Johannes | Leichtathletik | Marathonlauf |
| Christine Mboma  | Leichtathletik | 200 m        |
| Alex Miller      | Radsport       | Mountainbike |
| Ananias Shikongo | Leichtathletik | 100 m T11    |

## Teilnehmer nach Sportarten

### Bowls
| Athleten                          | Wettbewerb | Qualifikation                                                          | Qualifikation | Viertelfinale   | Viertelfinale | Halbfinale      | Halbfinale    | Finale          | Finale        | Rang |
| Athleten                          | Wettbewerb | Gegner Ergebnis                                                        | Rang          | Gegner Ergebnis | Rang          | Gegner Ergebnis | Rang          | Gegner Ergebnis | Rang          | Rang |
| --------------------------------- | ---------- | ---------------------------------------------------------------------- | ------------- | --------------- | ------------- | --------------- | ------------- | --------------- | ------------- | ---- |
| Männer                            |            |                                                                        |               |                 |               |                 |               |                 |               |      |
| Cabous Olivier                    | Einzel     | J. Walker 12:21 R. Simpson 21:9 S. Naiseruvati 21:15 F. Abd Muin 21:12 | 3             | ausgeschieden   | ausgeschieden | ausgeschieden   | ausgeschieden | ausgeschieden   | ausgeschieden | 9    |
| John-Pierre Fouche Cabous Olivier | Doppel     | Wales 14:16 Jamaika 33:4 Nordirland 6:27 Norfolkinsel 19:12            | 3             | ausgeschieden   | ausgeschieden | ausgeschieden   | ausgeschieden | ausgeschieden   | ausgeschieden | 10   |

### Boxen
| Athleten         | Wettbewerb          | Vorrunde 1 | Vorrunde 1 | Vorrunde 2  | Vorrunde 2 | Viertelfinale | Viertelfinale | Halbfinale    | Halbfinale    | Finale        | Finale        | Rang |
| Athleten         | Wettbewerb          | Gegner     | Ergebnis   | Gegner      | Ergebnis   | Gegner        | Ergebnis      | Gegner        | Ergebnis      | Gegner        | Ergebnis      | Rang |
| ---------------- | ------------------- | ---------- | ---------- | ----------- | ---------- | ------------- | ------------- | ------------- | ------------- | ------------- | ------------- | ---- |
| Männer           |                     |            |            |             |            |               |               |               |               |               |               |      |
| Jonas Junias     | Leichtweltergewicht | C. Caleb   | TKO        | R. Williams | 5:0        | R. Lynch      | 0:5           | ausgeschieden | ausgeschieden | ausgeschieden | ausgeschieden | 5    |
| Tryagain Ndevelo | Federgewicht        | Freilos    | Freilos    | J. Davule   | TKO        | H. Mohammed   | 1:4           | ausgeschieden | ausgeschieden | ausgeschieden | ausgeschieden | 5    |

### Leichtathletik
Laufen
| Athleten                       | Wettbewerb     | Vorlauf | Vorlauf | Halbfinale    | Halbfinale    | Finale        | Finale        |
| Athleten                       | Wettbewerb     | Zeit    | Rang    | Zeit          | Rang          | Zeit          | Rang          |
| ------------------------------ | -------------- | ------- | ------- | ------------- | ------------- | ------------- | ------------- |
| Frauen                         |                |         |         |               |               |               |               |
| Alina Armas                    | Marathon       | –       | –       | –             | –             | 2:33:30 h     | 7             |
| Helalia Johannes               | Marathon       | –       | –       | –             | –             | 2:28:39 h     | 3             |
| Christine Mboma                | 200 m          | 23,20 s | 1       | 22,93 s       | 1             | 22,80 s       | 3             |
| Männer                         |                |         |         |               |               |               |               |
| Alexander Bock                 | 400 m          | 46,71 s | 4       | ausgeschieden | ausgeschieden | ausgeschieden | ausgeschieden |
| Ivan Geldenhuys                | 400 m          | 46,51 s | 3       | 46,68 s       | 4             | ausgeschieden | ausgeschieden |
| Gilbert Hainuca                | 100 m          | 10,31 s | 3       | 10,29 s       | 6             | ausgeschieden | ausgeschieden |
| Bradley Murere                 | 100 m (T45–47) | –       | –       | 11,57 s       | 3             | 11,62 s       | 5             |
| Daniel Paulus                  | 5000 m         | –       | –       | –             | –             | 13:53,12 min  | 14            |
| Andre Retief                   | 400 m          | 46,95 s | 4       | ausgeschieden | ausgeschieden | ausgeschieden | ausgeschieden |
| Andre Retief                   | 400 m Hürden   | 51,73 s | 4       | ausgeschieden | ausgeschieden | ausgeschieden | ausgeschieden |
| Ananias Shikongo (Evan Tjiuju) | 100 m (T11)    | –       | –       | 11,12 s (MR)  | 2             | 10,95 s       | 3             |
| Reinhardt Thomas               | Marathon       | –       | –       | –             | –             | 2:24:30 h     | 13            |

Werfen
| Männer        |            |         |   |               |               |
| Ryan Williams | Diskuswurf | 55,54 m | 7 | ausgeschieden | ausgeschieden |

### Radsport

#### Straße
| Frauen           |               |              |     |
| Anri Krugel      | Straßenrennen | DNF          | DNF |
| Anri Krugel      | Zeitfahren    | 49:46,28 min | 29  |
| Vera Looser      | Straßenrennen | 2:44:46 h    | 4   |
| Vera Looser      | Zeitfahren    | 45:18,14 min | 22  |
| Männer           |               |              |     |
| Jean-Paul Burger | Straßenrennen | DNF          | DNF |
| Drikus Coetzee   | Straßenrennen | DNF          | DNF |
| Drikus Coetzee   | Zeitfahren    | 55:05,94 min | 32  |
| Tristan de Lange | Straßenrennen | DNF          | DNF |
| Alex Miller      | Straßenrennen | 3:378:08 h   | 47  |
| Xavier Papo      | Straßenrennen | DNF          | DNF |

#### Mountainbike
| Männer      |              |           |    |
| Hugo Hahn   | Mountainbike | LAP       | 13 |
| Alex Miller | Mountainbike | 1:36:20 h | 3  |
| Xavier Papo | Mountainbike | LAP       | 17 |

### Ringen
| Athleten        | Wettbewerb         | Achtelfinale | Achtelfinale | Viertelfinale | Viertelfinale | Halbfinale    | Halbfinale    | Finale        | Finale        | Rang |
| Athleten        | Wettbewerb         | Gegner       | Punkte       | Gegner        | Punkte        | Gegner        | Punkte        | Gegner        | Punkte        | Rang |
| --------------- | ------------------ | ------------ | ------------ | ------------- | ------------- | ------------- | ------------- | ------------- | ------------- | ---- |
| Männer          |                    |              |              |               |               |               |               |               |               |      |
| Jason Afrikaner | Freistil bis 65 kg | Freilos      | Freilos      | George Ramm   | 0:7           | ausgeschieden | ausgeschieden | ausgeschieden | ausgeschieden | 10   |
| Romio Goliath   | Freistil bis 57 kg | Freilos      | Freilos      | Ali Asad      | 0:10          | ausgeschieden | ausgeschieden | ausgeschieden | ausgeschieden | 11   |

### Schwimmen
| Athleten          | Wettbewerb     | Qualifikation | Qualifikation | Halbfinale    | Halbfinale    | Finale        | Finale        |
| Athleten          | Wettbewerb     | Zeit          | Rang          | Zeit          | Rang          | Zeit          | Rang          |
| ----------------- | -------------- | ------------- | ------------- | ------------- | ------------- | ------------- | ------------- |
| Männer            |                |               |               |               |               |               |               |
| Ronan Wantenaar   | 50 m Brust     | 28,27 s       | 5             | 28,56 s       | 8             | ausgeschieden | ausgeschieden |
| Ronan Wantenaar   | 100 m Brust    | 1:03,14 min   | 4             | ausgeschieden | ausgeschieden | ausgeschieden | ausgeschieden |
| Alexander Skinner | 100 m Freistil | 50,40 s       | 7             | 50,06 s       | 7             | ausgeschieden | ausgeschieden |

### Triathlon
| Frauen                                                 |           |           |    |
| Imke Jagau                                             | Triathlon | 55:42 min | 24 |
| Anri Krugel                                            | Triathlon | 55:29 min | 23 |
| Männer                                                 |           |           |    |
| Divan du Plooy                                         | Triathlon | 56:24 min | 25 |
| Mixed                                                  |           |           |    |
| Jean-Paul Burger Drikus Coetzee Imke Jagau Anri Krugel | Triathlon | 1:30:24 h | 9  |

### Turnen
Die beiden namibischen Teilnehmerinnen konnten aufgrund von Unstimmigkeiten zwischen zwei konkurrierenden namibischen Turnverbänden nicht antreten.
| Athleten       | Wettbewerb | Qualifikation | Qualifikation | Finale | Finale |
| Athleten       | Wettbewerb | Punkte        | Rang          | Punkte | Rang   |
| -------------- | ---------- | ------------- | ------------- | ------ | ------ |
| Frauen         |            |               |               |        |        |
| Emilia Ekandjo |            |               |               |        |        |
| Shayna Schutte |            |               |               |        |        |